# Bluefields, Jamaica
Bluefields är en ort i Jamaica.   Den ligger i parishen Parish of Westmoreland, i den västra delen av landet, 130 km väster om huvudstaden Kingston. Bluefields ligger 18 meter över havet och antalet invånare är 2 828. Den ligger på ön Jamaica.
Terrängen runt Bluefields är kuperad åt nordost, men västerut är den platt. Havet är nära Bluefields åt sydväst. Runt Bluefields är det ganska tätbefolkat, med 172 invånare per kvadratkilometer. Närmaste större samhälle är Savanna-la-Mar, 12,6 km nordväst om Bluefields. Omgivningarna runt Bluefields är en mosaik av jordbruksmark och naturlig växtlighet.